# Obie Etie Ikechukwu
Obie Etie Ikechukwu, född 19 januari 1987, är en nigeriansk fotbollsspelare (mittfältare) som spelar för Assyriska United IK i division 4.